# Палісад (геральдика)
Палісад — має два різних значення в геральдиці і в більшості випадків є гербовим зображенням.
З одного боку, це основний загострений стовп, а з іншого — змодельована за природним прикладом бар'єрна система, що складається з основних загострених стовпів, розміщених поруч один з одним. Всі геральдичні тинктури можуть бути виконані як колір палісаду.
З частоколів виникли ділянка частоколу з великими елементами та ділянка частоколу з дрібними елементами. Хрест також називають палісадним, якщо кінці рамен хреста закінчуються загостреними кінцями.

## Приклади

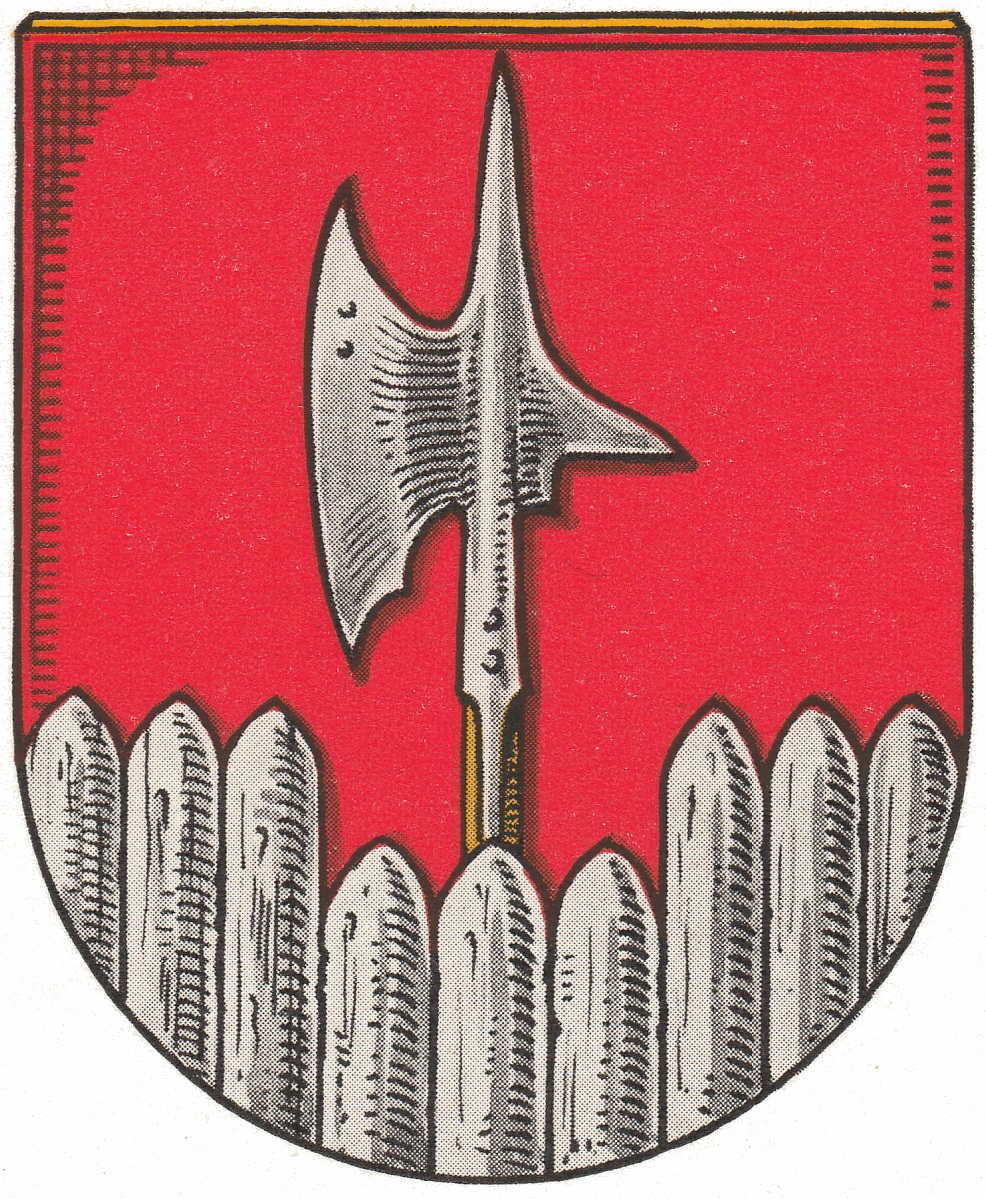
Алебарда росте з частоколу
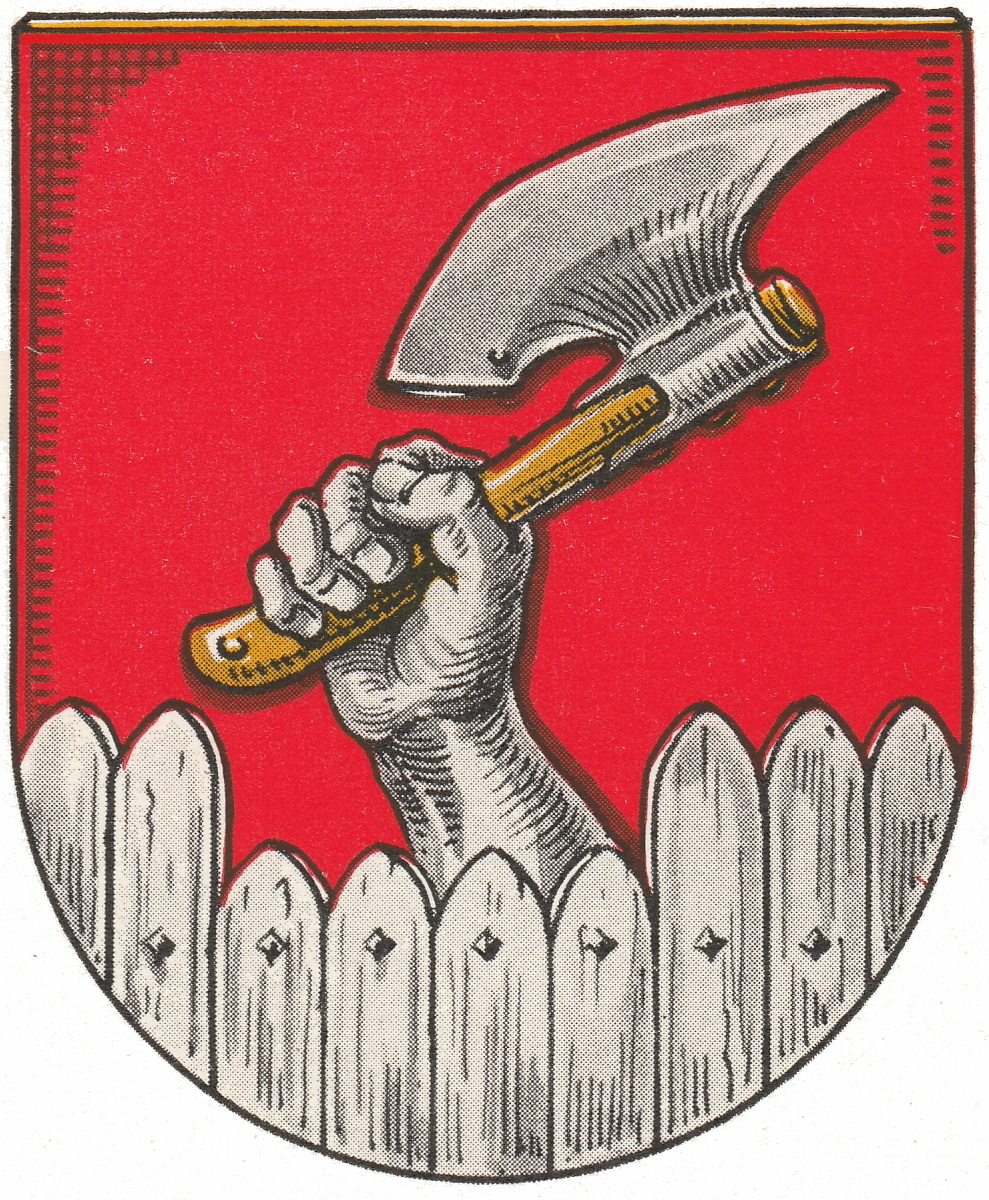
За частоколом рука з бойовою сокирою
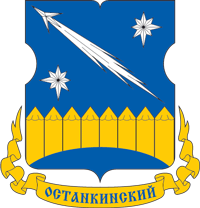
Палісад як перешкода
Палісадний зріз
Палісадний хрест

## Веб-посилання
- Palisade (Heraldik) на Heraldik-Wiki